# W (revista)
W es una revista de moda estadounidense mensual publicada por Condé Nast Publications, que se la compró al propietario original Fairchild Publications en 1999. Fue creada en 1972 por el editor de la revista hermana Women's Wear Daily, James Brady. La revista es un formato de gran tamaño - de veinticinco centímetros de ancho y treinta y tres de alto. Stefano Tonchi es el editor de W, mientras que Nina Lawrence es la vicepresidenta y editora. W tiene una base de lectores de casi medio millón de personas, 469.000 de los cuales son abonados anuales. El 80 por ciento de los lectores de la revista son mujeres y tienen un ingreso familiar promedio superior a 100.000 €.
W es también conocida por su cobertura de la sociedad norteamericana y europea. Muchas de las celebridades de la sociedad, así como la élite de la industria del entretenimiento y de la moda, han permitido a W en sus hogares para W House Tours, incluyendo Marc Jacobs, Sir Evelyn Rothschild e Imelda Marcos.
En 2013, la revista combinó las publicaciones de enero/diciembre y junio/julio con el fin de liberar el dinero para invertir en la marca digital de la revista.

## Controversias
A menudo con respecto al tema de la controversia, la revista W ha ofrecido relatos y portadas que han provocado respuestas mixtas de su público objetivo.

### "Felicidad Doméstica"
En julio de 2005, W produjo un reportaje de 60 página dirigido por Steven Klein y protagonizado por Angelina Jolie y Brad Pitt titulado "Felicidad Doméstica". El rodaje se basaba en la idea de Pitt de la ironía de la perfecta familia americana, ambientada en 1963, las fotografías reflejan la época en la que hervía la desilusión de los 60 bajo la fachada de los inmaculados suburbios de los 50.

### Fotografías retocadas de Demi Moore
El tema de retoque fotográfico drástico se convirtió en noticia nacional cuando en la edición de diciembre de 2009, la actriz Demi Moore se presentó con una figura notablemente delgada y lo que parecía a muchos críticos, incluyendo a Anthony Citrano de Boing Boing, un "mal uso" de Photoshop. Tanto la revista y Moore niegan esta afirmación, la actriz incluso llegó a publicar en su cuenta personal de Twitter lo que ella afirmaba era la foto original en el rodaje, y disputado que los editores de W ha adelgazado su figura para hacerla parecer más delgada.
Citrano más tarde impugnó esta afirmación de Moore, ofreciendo 5.000$ a la caridad si Moore podía demostrar que la foto que ella publicó siempre fue la foto original de la filmación.
La cuestión se agravó cuando el 24 de noviembre de 2009, el sitio web de vigilancia de los consumidores The Consumerist publicó un artículo alegando que habían descubierto la foto original utilizada en la portada, asegurando que la cabeza de Moore, las piernas y los brazos se superponen a la caderas y el torso de la modelo Anja Rubik.

### Anuncios falsos
En 2011, Steven Meisel creó polémica de nuevo mediante la promoción de anuncios falsos en toda la edición de noviembre de la revista. Varias celebridades apoyaron estos anuncios falsos incluidos Carmen Carrera y la modelo Linda Evangelista.

### Otras polémicas
Otros temas polémicos incluyen rodaje de Steven Meisel titulado "Revolución Asexual", en la que los modelos masculinos y femeninos (incluyendo Jessica Stam y Karen Elson) se representan con un estilo de flexión de género y poses provocativas. Además, una foto picante de Tom Ford con Steven Klein y el artículo adjunto sobre la sexualidad en la moda fue un shock para algunos lectores leales. Durante la entrevista, Ford es citado diciendo: "Siempre he estado pensando en la pansexualidad. Si me acuesto o no con chicas en este momento de mi vida, la ropa han sido a menudo andróginas, que es mi estándar de belleza". Steven Klein también fue el fotógrafo de la sesión de fotos picantes que apareció en la edición de agosto de 2007, que muestra David y Victoria Beckham. Bruce Weber produjo un tributo a New Orleans de 60 páginas en la edición de abril de 2008, y mostró una opinión de 36 páginas sobre los más nuevos diseñadores de moda en Miami para la edición de julio de 2008. La mayoría de portadas más memorables de W se muestran en la página W Classics en la página web de la revista.